# Ginette Mazel
Pour les articles homonymes, voir Mazel.
Ginette Mazel, née le 1er février 1935 à Rodez et morte le 17 avril 2004 à Narbonne,, est une ancienne internationale française de basket-ball.

## Club
- FS Montpellier
- AS Montferrand
- Narbonne

## Palmarès

### Club
compétitions nationales 
- Championne de France 1958, 1959
- Vainqueur de la Coupe de France 1957

### Sélection nationale
Championnat du monde 
- 10e du Championnat du monde 1964,  Pérou

Championnat d'Europe
- 10e du Championnat d'Europe 1964
- 8e du Championnat d'Europe 1962
- 6e du Championnat d'Europe 1958
- 7e du Championnat d'Europe 1956
- 6e du Championnat d'Europe 1954

Autres
- Début en Équipe de France le 28 novembre 1953 à Bruxelles contre la Belgique
- Dernière sélection le 7 juin 1964 à Bruxelles contre la Belgique